# Бергамот
Бергамот (Citrus bergamia або Citrus aurantium ssp. bergamia) — невелике фруктове дерево роду цитрус (Citrus), що походить з Південно-Східної Азії, проте вирощується в найбільшій кількості в Калабрії. Іноді бергамот вважають не самостійним видом, а підвидом померанця (Citrus aurantium).

## Назва
Зазвичай назву виводять з італ. bergamotto, утвореного від імені ломбардського міста Бергамо (попри те, що в Італії бергамот вирощують переважно в Калабрії). Існує також «народна етимологія» — від осман. beg-armudi — «бейська груша». Назву «бергамот» має й один з сортів груш (відомий також як «сапіжанка»), що за зовнішнім виглядом нагадує Citrus bergamia.

## Будова
Це вічнозелене дерево заввишки від 2 до 10 метрів. Гілки довгі, тонкі, із гострими колючками завдовжки до 10 см. Листя чергується, із черешками, шкірясте, яйцеподібно-довгасте або еліптичне, загострене, зверху зелене і блискуче, знизу — світліше, злегка зубчасте, хвилясте з численними серпанковими вмістищами ефірних олій. Квітки великі, дуже запашні, одиночні або зібрані в небагатоквіткові пучки пазух.
Цей вид цитрусових є гібридом Померанцев і Цитрон.

## Використання
Розводять бергамот в основному як ефіроолійну культуру. Зі шкірки його грушоподібних золотисто-жовтих плодів, опалих незрілих плодів («помаранчевих горішків»), квіток, листя і молодих пагонів отримують бергамотову олію, що використовується в парфумерії і при виробництві одного з найвідоміших сортів ароматизованого чаю — Ерл Ґрей. На її основі в 1709 році в німецькому місті Кельн вперше був виготовлений одеколон. Олія бергамота містить ліналілацетат, лимонен і ліналол, вона має ніжно-зелений колір, приємний свіжий аромат і вважається найкращою з ефірних олій, що отримуються з цитрусових.
Бергамот вирощується в Індії, Китаї, у вологих субтропіках Кавказу і в найбільшій кількості в італійській провінції Калабрія. Бергамот був названий на честь італійського міста Бергамо, де вперше почали виробляти і продавати його олію. Бергамотом ароматизують десерти, різні льодяники, чай («Ерл Ґрей»), соки і спиртні напої.